# Maasbree
Maasbree – holenderska wieś położona w Limburgii, liczy ok. 6500 mieszkańców. 1 stycznia 2011 wraz z Helden, Kessel i Meijel została włączona do nowej gminy Peel en Maas. Miejscowość jest miastem partnerskim Wolsztyna.